# Montebello sul Sangro
Montebello sul Sangro è un comune italiano di 81 abitanti della provincia di Chieti in Abruzzo, parte dell'unione dei comuni montani del Sangro. È tra i comuni meno popolati della provincia e della regione.
Fino agli anni 1960 il paese era noto col nome di Buonanotte per merito di una leggenda medievale, ed era diviso dal borgo antico abbandonato di Buonanotte Vecchio; tale borgo fu definitivamente raso al suolo dall'enorme frana del 1887.

## Storia
Nel XII secolo il paese risulta citato come Malanotte dal cognome di una persona; precedentemente, nel 1089, viene citato nel Catalogus baronum come feudo di Odorisio di Malanotte, figlio di Aminadap, e doveva fornire un milite in caso di guerra. Nel XIV secolo viene menzionato tra le decime del 1325 delle chiese di San Ciriaco e di Santa Giusta in Malanotte. Nel XV secolo è feudo di Raimondo d'Annecchino, giunto in Abruzzo al seguito del capitano di ventura Jacopo Caldora. Nel XVIII secolo appartenne alla famiglia Malvinni-Malvezzi di Bologna, imparentata con quella dei Medici. Nel XX secolo si chiamava Buonanotte, ma dal 14 giugno 1969, con D.P.R. n. 249 del 5 aprile 1969, cambiò il nome nell'attuale. A causa del terreno instabile, negli anni '50-'60 il paese vecchio fu dichiarato inagibile per via di una frana a ridosso della valle di Pennadomo. La strada principale rimase quasi impraticabile e così fu costruito in una piccola piana il nuovo centro.

### La leggenda di Malanotte
Intorno al 1300 il feudatario del paese fu sconfitto in battaglia e dovette pagare alle truppe vincitrici un tributo: concedere loro tutte le donne del paese per un'intera notte. Così il castello dove venne consumato l'oltraggio divenne noto come il "Castello di Malanotte".

### Simboli
Lo stemma e il gonfalone del comune di Montebello sul Sangro sono stati concessi con decreto del presidente della Repubblica del 10 gennaio 2013.
Il gonfalone è un drappo di azzurro.

## Monumenti e luoghi d'interesse
Il centro storico è suddiviso nei borghi di "Il paese nuovo" ed "Il paese vecchio". Il borgo nuovo contiene un parco pubblico e i monumenti ai caduti della seconda guerra mondiale e a Padre Pio. Il borgo vecchio è arroccato su un'altura sopra il borgo nuovo. Ci si arriva tramite un bosco che si snoda dal monumento ai caduti o da un vicolo vicino alla galleria scavata nella roccia sopra cui sta il centro.

### Montebello Nuovo
- Chiesa di Santa Giusta: risale all'inizio del XX secolo per via della frana del 1887 che ne distrusse quella del borgo vecchio. Della chiesa originaria rimane il nome e lo stile architettonico. La facciata è incorniciata da una lesena sovrastata da un timpano e contiene due portali di ingresso. Alla sinistra della facciata vi è il campanile, suddiviso da cornici marcapiano. I primi tre piani hanno delle aperture ad arco a tutto sesto, nell'ultimo piano vi è l'orologio e in cima vi sono delle inferriate a baldacchino che sorreggono delle piccole campane ed una croce[11].

### Buonanotte Vecchio
- Case pastorali: edifici, legati l'un l'altro, in pietra grezza a uno o più piani con finestre rettangolari e portali con archi a tutto sesto.
- Campanile: apparteneva alla vecchia chiesa di Santa Giusta, smantellata dopo la frana per la costruzione della nuova chiesa nel borgo nuovo. È una torre quadrata slanciata, costruita in pietra, con sommità costruita in mattoni e quattro oblò, nei quali vi era l'orologio.
- Ruderi del castello Caracciolo: il castello risale al XIII secolo ed è costruito in pietra e in muratura. Si trova nello sperone più alto della cresta del borgo vecchio. Con il dominio dei Caracciolo fu ridimensionato a palazzo baronale. Rimangono in piedi le mura perimetrali, mentre il soffitto è scoperchiato. I bastioni sono incastonati nella roccia.

## Società

### Evoluzione demografica
Abitanti censiti

## Amministrazione
| Periodo        | Periodo        | Primo cittadino    | Partito                                            | Carica  | Note  |
| -------------- | -------------- | ------------------ | -------------------------------------------------- | ------- | ----- |
| 20 giugno 1985 | 24 aprile 1995 | Franco Giampaolo   | Democrazia Cristiana                               | Sindaco | [ 1 ] |
| 24 aprile 1995 | 14 giugno 2004 | Ciriaco Giampaolo  | Lista civica di centro-destra                      | Sindaco | [ 1 ] |
| 14 giugno 2004 | 8 giugno 2009  | Giovanni Giampaolo | Lista civica di centro-destra                      | Sindaco | [ 1 ] |
| 8 giugno 2009  | 26 maggio 2014 | Ciriaco Giampaolo  | Lista civica di centro-destra Uniti per Montebello | Sindaco | [ 1 ] |
| 26 maggio 2014 | in carica      | Nicola Di Fabrizio | Lista civica di centro-destra Crescere insieme     | Sindaco | [ 1 ] |